# Myzosiphum ryukyuense
Myzosiphum ryukyuense är en insektsart. Myzosiphum ryukyuense ingår i släktet Myzosiphum och familjen långrörsbladlöss. Inga underarter finns listade i Catalogue of Life.